# 花と奥たん
『花と奥たん』（はなとおくたん）は、高橋しんによる日本の漫画。『週刊ビッグコミックスピリッツ』（小学館）にて、2008年2号から2019年29号まで不定期連載された。高橋の『最終兵器彼女』以来の『スピリッツ』復帰作品である。2009年10月からは『月刊!スピリッツ』（同）においても連載を開始している。
東京の中心部が壊滅するという、『最終兵器彼女』にも通じる終末的な世界観が設定されているが、作品の主軸は、奥たんが美味しい料理を作るまでの日常の風景に置かれており、巨大な花を巡る謎や世界の状況などについては断片的にしか語られない。

## あらすじ
1年前のある日、東京都の中心部に突如巨大な花が出現した。花の出現に伴う地殻変動により、東京の都市機能は大きく破壊され、周辺は封鎖状態に置かれるようになってしまう。
それから1年後。横浜市のはずれの街「うるわしが丘」に暮らす主人公の主婦「モモ（奥たん）」は、ペットのミニウサギ「Pたん」を連れて、封鎖のために不足しがちな食材を補うため、毎日ちょっとした冒険に出掛けている。
巨大な花が咲いた時、東京にいた夫「正太郎（旦那たん）」は、消息不明となってしまった。しかし、奥たんは旦那たんの帰宅する日を待ちわびながら、毎日旦那たんのためにおいしい晩ゴハンを作り続けている。

## 登場人物
モモ / 奥たん（おくたん）
本作の主人公。うるわしが丘西4丁目の4LDKの一戸建てに暮らす普通の新婚主婦。北海道出身。25歳。正太郎を除く登場人物から、愛称の『奥たん』で呼ばれている。東京に勤めに出たまま帰らない正太郎が帰宅する日のために、毎日手の込んだ美味しい晩ご飯を作っている。巨大な花の災害後、北海道の両親から帰るように言われているが、頑として拒否している。のんびりとしておおらかで、考えなしのような箇所もあるが、自ら率先して行動するタイプ。料理が上手。
正太郎 / 旦那たん（だんなたん）
モモの夫。東京に勤務していたが、東京の中心部に巨大な花の災害後、1年近く経っても帰宅せず消息不明。優しそうな男性で、モモに対していつも敬語で接する。回想シーンでのみ登場。筋金入りのご飯党。
Pたん（ぴーたん）
モモのペットのミニウサギ。北海道に住んでいたころから溺愛されており、モモは東京へ嫁ぐ代わりに、Pたんと一緒に住めるよう正太郎に一戸建てを条件として要求したほど。喋ることは出来ないが、知能が非常に高く、作中のモノローグは、主にPたんによるもの。コミックスでは、モモの作った料理のレシピ紹介をするが、うろ覚えレシピというだけあって、食材や調味料から作り方に至るまで非常に適当な書き方で紹介している。
農家のエロオヤジ（のうかのエロオヤジ）
農業40年のベテラン農家の男性。一人称は「あたし」。モモが出かけるたびに突然現れてはモモの胸を揉み、揉んだ回数に応じて卵を分けてくれる人。巨大な花の災害で娘が行方不明になっているが、もう死んでいるものと諦めている。
残され主婦（のこされしゅふ）
東京が壊滅した後も、新政府の待避勧告を呑まず、うるわしが丘に残っている主婦達。夫が行方不明の主婦達は「残され主婦」と呼ばれている。うるわしが丘では、巨大な花の災害に夫が巻き込まれたためか、女・子供が多く、男手が不足している。
残って家を護ることに耐えきれず、少しずつ封鎖された区域を後にし、数が減っている。

## 設定
巨大な花
1年前に突如東京の中心部に出現した謎の花。この花が咲いて以降、周囲の植物の成長が異常に早まり、東京の中心部は無人のジャングル（東京森）と化した。ジャングルになって以降、中心部からの生還者は1人も確認されていない。これによって東京は首都機能を失い、首都は別の都市に移転した。2度目に花が咲いた時には世界が終わるといったような終末的な噂も囁かれている。
東京森の付近の植物は、通常では考えられないほど巨大に成長し、街を飲み込むほどの勢いで勢力を伸ばしている。毒性があるとも噂されているが、モモのように異常成長した野菜を普通に食べていても特に体に変調を来していない人もおり、真相は不明。また、原因は不明だが、体が半魚人のような異常な状態になった人もいる。
横浜市の一部なども含めて周囲は進入を封鎖されているが、いくつか抜け道がある。
東京森の付近では1メートル近くまで巨大化したバッタも発生しており、東京周辺に農業被害も引き起こしている。

## 書誌情報
- 高橋しん 『花と奥たん』 小学館〈ビッグスピリッツコミックススペシャル〉、全5巻
  1. 2009年5月5日発行（2009年4月30日発売）、ISBN 978-4-09-182533-9
  2. 2013年4月3日発行（2013年3月29日発売）、ISBN 978-4-09-184843-7
  3. 2019年8月4日発行（2019年7月30日発売）、ISBN 978-4-09-860429-6
  4. 2019年9月4日発行（2019年8月30日発売）、ISBN 978-4-09-860440-1
  5. 2019年10月5日発行（2019年9月30日発売）、ISBN 978-4-09-860478-4